# Bom Bom
Bom Bom es una canción del trío británico Sam and the Womp. Fue lanzada como sencillo en el Reino Unido, el 19 de agosto de 2012. donde resultó ser un éxito debutando en el número uno del UK Singles Chart vendiendo en su primera semana alrededor de 107.461 copias. Contó con la colaboración del productor musical y compositor Raz Olsher en Fossil Studios en Hackney, Londres.

## Video musical
Un vídeo musical para acompañar el lanzamiento de "Bom Bom", fue estrenado en YouTube el 3 de agosto de 2012 con una duración de dos minutos y 56 segundos. Estuvo a cargo del director Andrew Law con la colaboración de la compañía productora MrsGrey.

## Uso en los medios
En los Estados Unidos, la canción apareció en la serie de televisión Elementary de CBS en la que se utiliza en una escena de apertura del episodio "The Deductionist" en 2013. También aparece en la película Escape from Planet Earth durante la escena de una pelea por comida. Además, se incluyó en la banda sonora oficial del videojuego Xbox 360 Forza Horizon. La canción ha sido utilizada en los anuncios de Joe Fresh. En Australia a principios de 2013 que apareció en comerciales de televisión para K-Mart. Además, en Canadá, se ha utilizado en una serie de anuncios de televisión para la línea de ropa Joe Fresh. La canción ha sido usado la promo de la serie de MTV Geordie Shore.

## Lista de canciones
| Descarga digital |                                       |          |  |
| N.º              | Título                                | Duración |  |
| 1.               | «Bom Bom» (Radio Edit)                | 2:54     |  |
| 2.               | «Bom Bom» (Wookie Remix - Radio Edit) | 2:53     |  |
| 3.               | «Bom Bom» (Wookie Remix)              | 4:42     |  |
| 4.               | «Bom Bom» (Pirupa Remix)              | 7:11     |  |
| 5.               | «Bom Bom» (Instrumental)              | 2:53     |  |

## Posicionamiento en listas y certificaciones
| Listas (2012)                               | Mejor posición |
| ------------------------------------------- | -------------- |
| Alemania (Media Control AG)                 | 38             |
| Australia (ARIA)                            | 4              |
| Austria (Ö3 Austria Top 40)                 | 19             |
| Bélgica (Flandes) (Ultratip Bubbling Under) | 43             |
| Canadá (Canadian Hot 100)                   | 51             |
| Escocia (The Official Charts Company)       | 1              |
| Finlandia (OFC)                             | 14             |
| Irlanda (IRMA)                              | 6              |
| Israel (Media Forest)                       | 2              |
| Países Bajos (Mega Single Top 100)          | 44             |
| Reino Unido (UK Singles Chart)              | 1              |
| Reino Unido (UK Dance Chart)                | 1              |
| República Checa (Rádio Top 100)             | 10             |
| Rumania (Romanian Top 100)                  | 84             |

| País      | Organismo certificador | Certificación | Ref.   |
| --------- | ---------------------- | ------------- | ------ |
| Australia | ARIA                   | 4× Platino    | [ 18 ] |

### Sucesión en listas
| Anterior: «How We Do (Party)» de Rita Ora | UK Singles Chart — Sencillo número uno 26 de agosto de 2012 — 1 de septiembre de 2012 | Siguiente: «Wings» de Little Mix |